# Вирівський заказник
Ви́рівський зака́зник — загальнозоологічний заказник місцевого значення в Україні. Об'єкт природно-заповідного фонду Сумської області. 

## Опис
Розташований у межах Сумського району Сумської області, поблизу сіл Вири і Горобівка. 
Площа 214,9 га. Статус присвоєно згідно з рішенням облвиконкому від 23.12.1981 року № 609. Перебуває у віданні: ДП «Білопільський агролісгосп». 
Статус присвоєно для збереження у природному стані цінного фауністичного комплексу в заплаві річки Вир. Трапляються представники видів, занесених до Червоної книги України (лунь польовий, сорокопуд сірий, махаон, ванесса чорно-руда), Європейського Червоного Списку (орлан-білохвіст, чернівець непарний, деркач) та Бернської конвенції. Основними завданнями заказника є збереження та відновлення фауни птахів. 

## Галерея

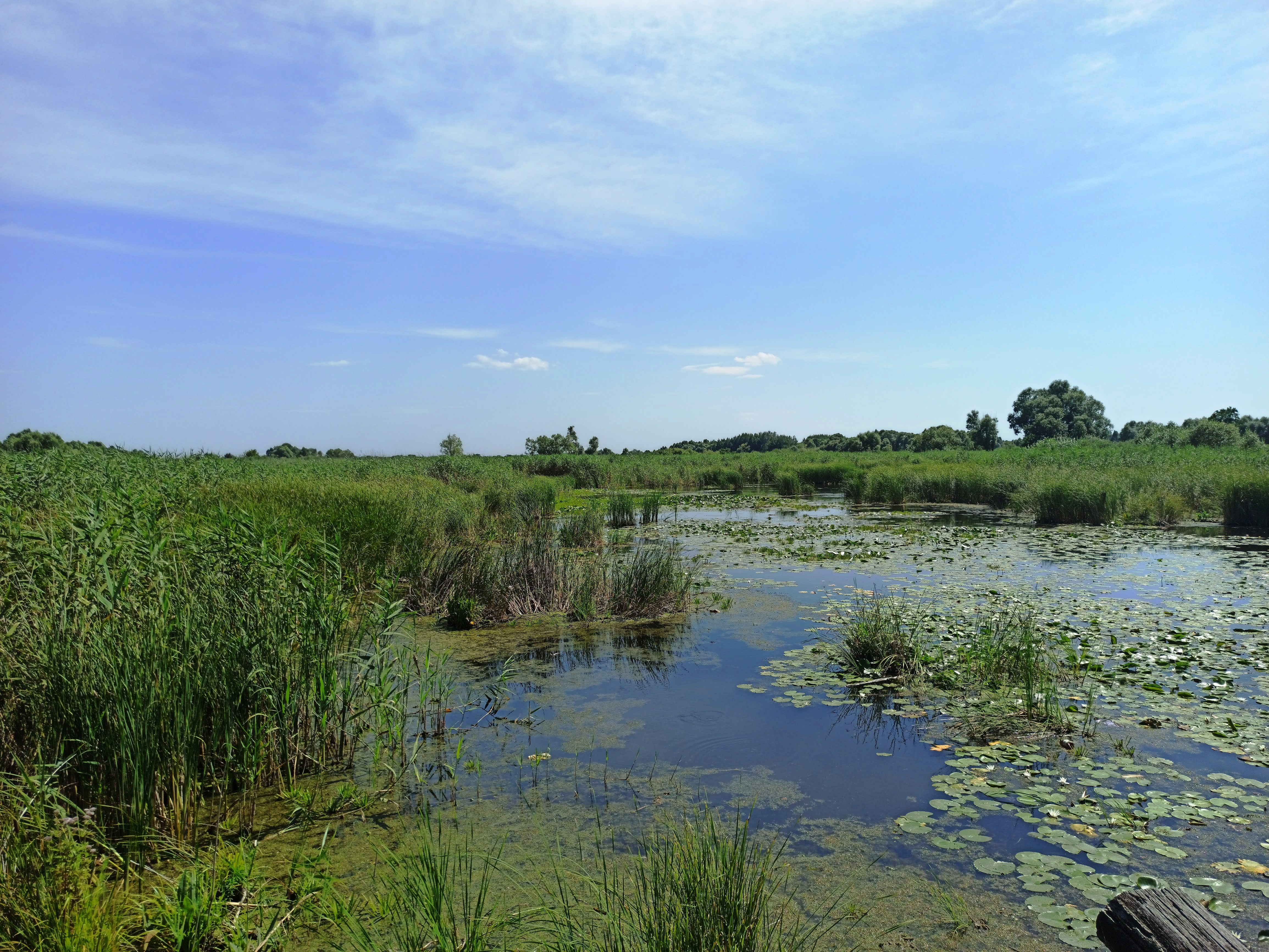
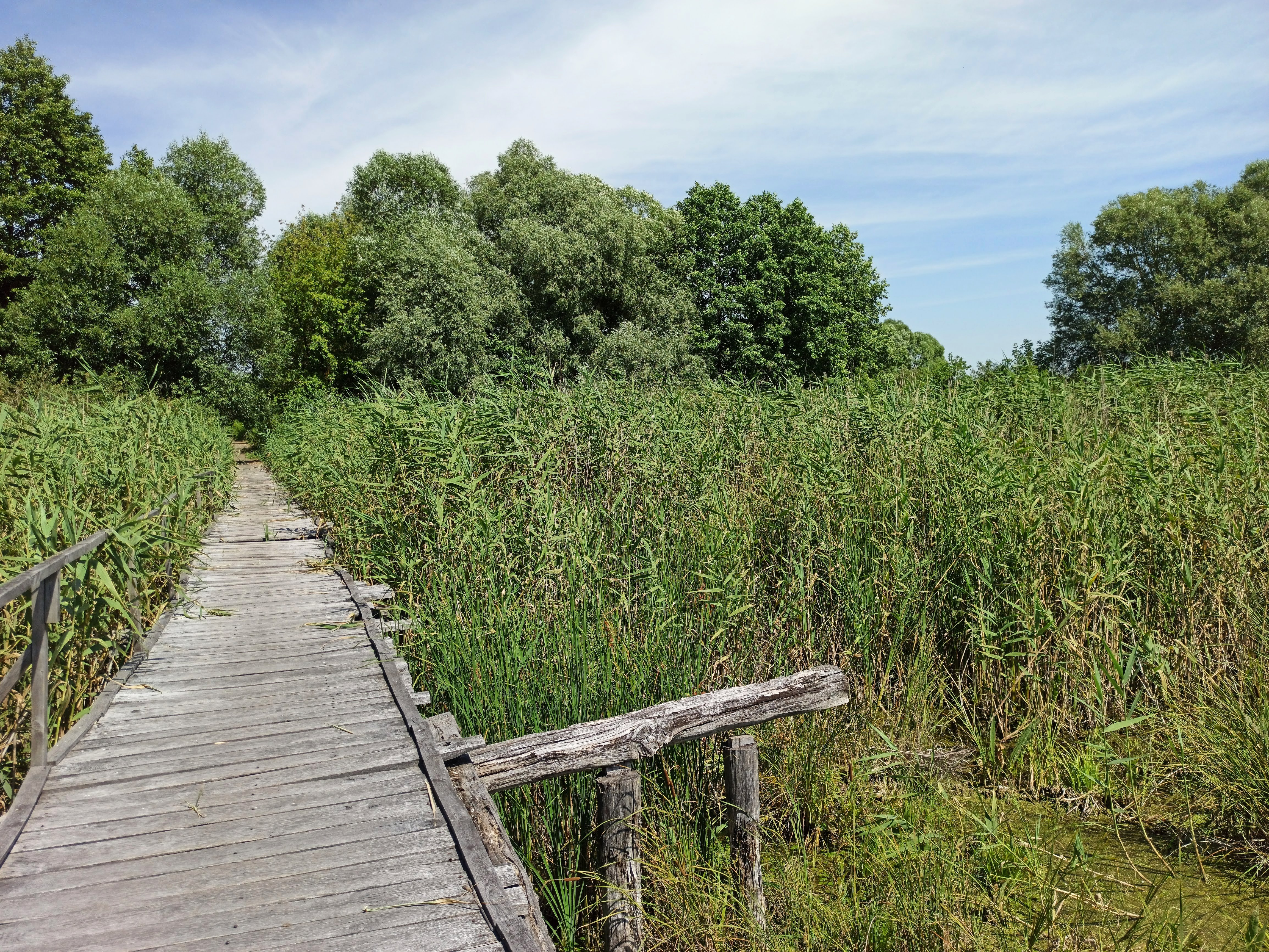
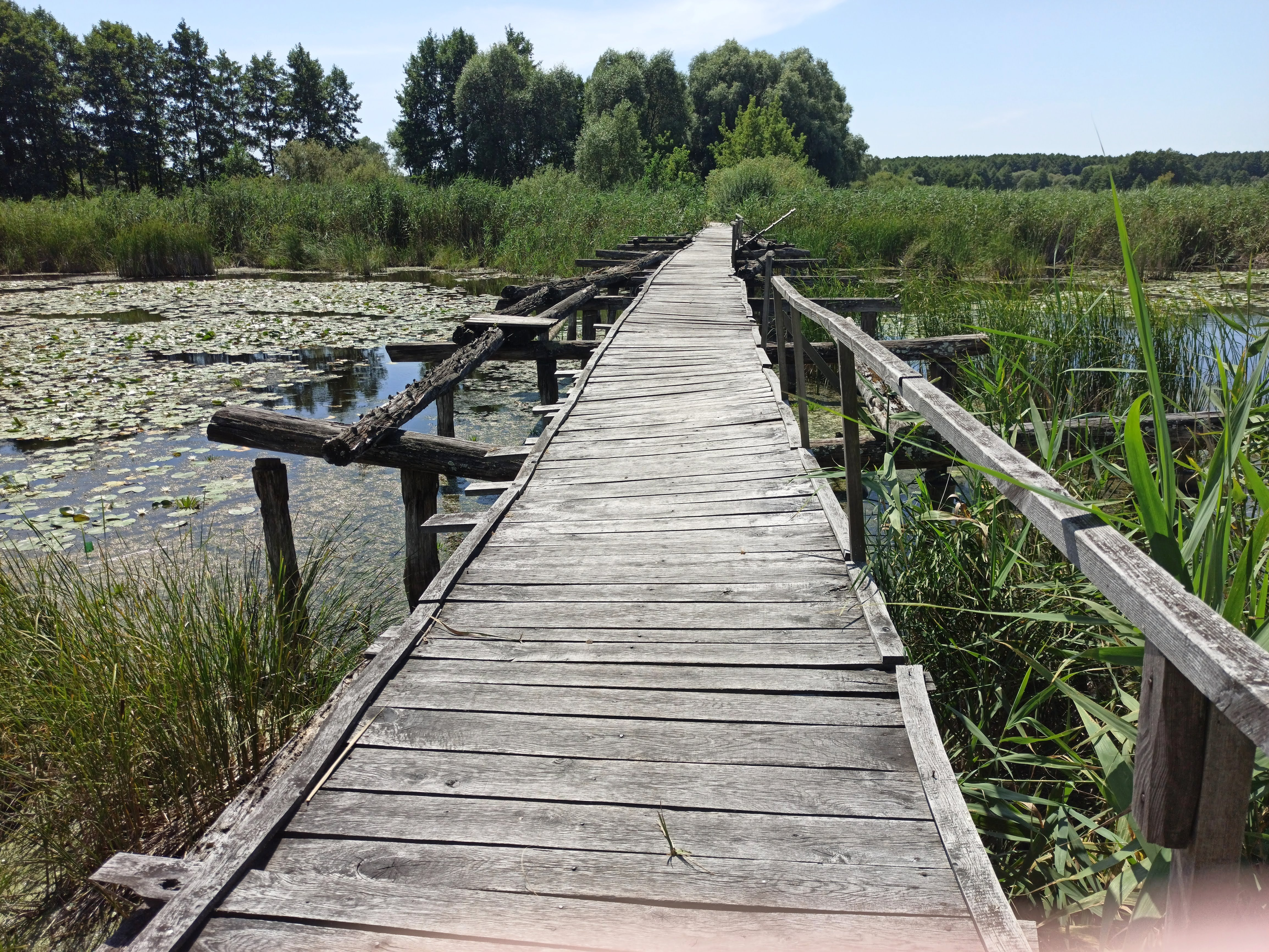
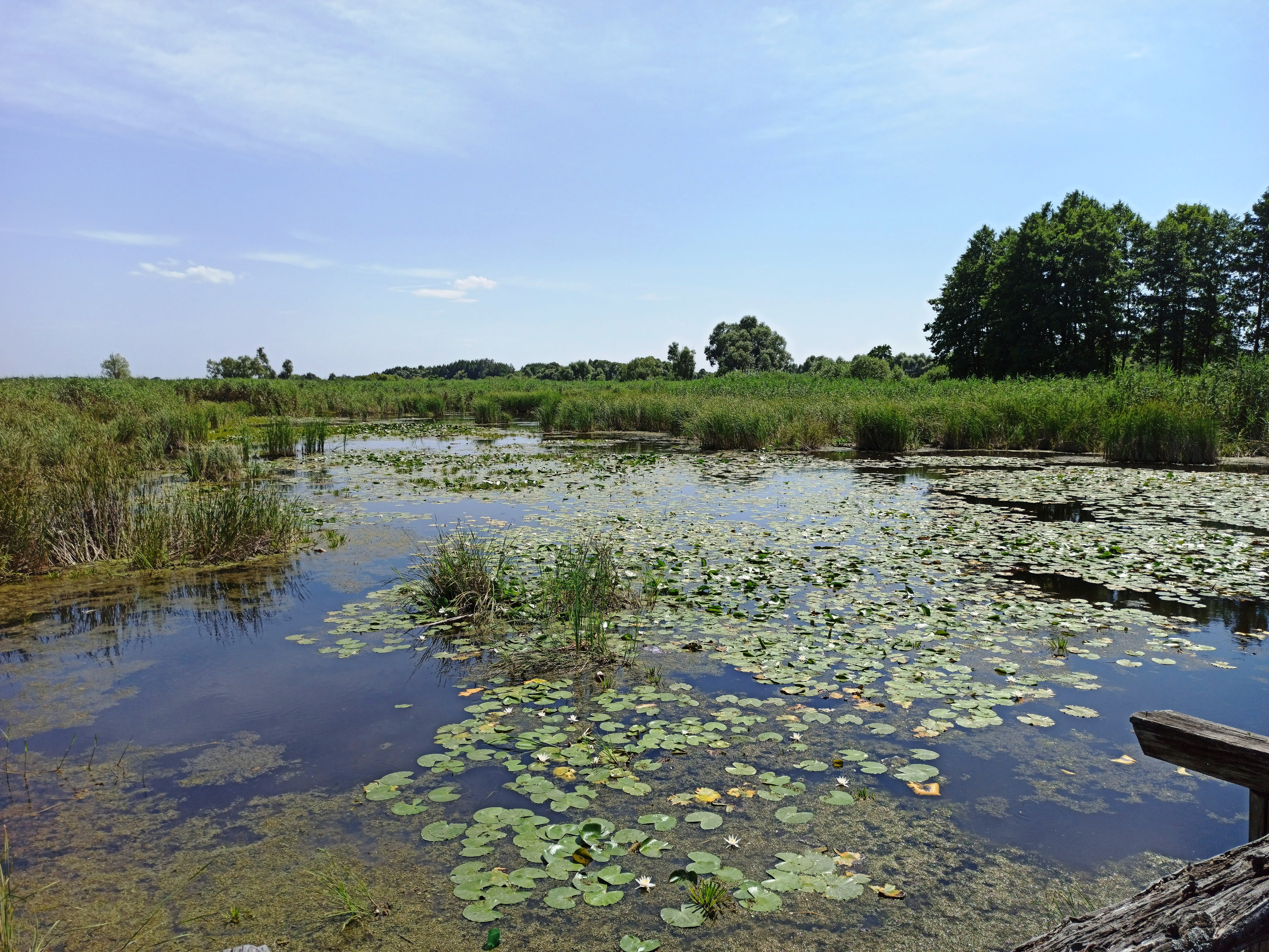